# Картагина
Картагина (грчки: , латински: Carthago, od феничанског  — "Нови град" (Qart — "град", ḥadašt — "нови"), арапски: قرطاج такође ) је антички град који се налазио на северу Африке, на територији данашњег Туниса. Основали су је феничански трговци из Тира. Према предању након смрти краља Тира Матана I крајем 9. века п. н. е. наследио га је његов син Пигмалион. Пигмалион је био у сукобу са својом сестром Елисом (Дидо) те је наредио да се убије њен муж Асерба, врховни Мелкартов свештеник. Елиса је побегла са својим присталицама на Кипар и одатле на север Африке, данашњи Тунис, где јој је краљ Јарба дозволио да подигне град на површини колико се простире кожа бика. Домишљата принцеза Елиса нареди да се кожа бика исече на танке траке којима је успела да окружи једно брдо и околне земље. Тамо је основала Кварт Хадашт (феничански: Quart Hadasht), што значи „Нови град“, то јест Картагину, 814. п. н. е. Колонија је постала веома важна трговачка сила и ривал феничанским метрополама. Око овог града настало је Картагињанско царство, најважнија поморска сила на Медитерану до Пунских ратова.
Град се развио од хананске феничанске колоније у престоницу пунског царства које је доминирало великим деловима југозападног Медитерана током првог миленијума пре нове ере. Легендарна краљица Елиса или Дидона, пореклом из Тира, сматра се оснивачем града, иако се то историјски доводи у питање. Како се Картагина развијала, држава је стварала колоније, и слала судије да управљају колонијама.
Древни град је уништен у скоро трогодишњој опсади Картагине од стране Римске републике током Трећег пунског рата 146. п. н. е., а затим се поново развио као Римска Картагина, која је у Римском царству постала главни град провинције Африка. Пропаст Картагине и њено падање у руке Римљана, остало је предмет књижевних, политичких, уметничких и филозофских расправа како у античкој тако и у модерној историји.
Касноантичка и средњовековна Картагина је наставила да игра важну културну и економску улогу у византијском периоду. Град су опљачкале и уништиле омајадске снаге након битке код Картагине 698. како би спречиле да га поново освоје Византинци. Био је окупиран током муслиманског периода и коришћен као утврђење  све до периода Хафсида када су га заузели крсташи, а његови становници масакрирани били током Осмог крсташког рата. Хафсиди су одлучили да униште градску одбрану како га непријатељска сила не би могла поново користити као базу. Град је наставио да функционише као епископско седиште.
Регионална моћ је померена на Кајруан и Медину у Тунису у средњем веку све до раног 20. века, када је почело да се развија у приобалско предграђе Туниса, инкорпорирано као општина Картагина 1919. Археолошко налазиште је први пут испитано 1830. године, од стране данског конзула Кристијана Тукена Фалбеа. Ископавања су у другој половини 19. века вршили Шарл Ернест Беул и Алфред Луј Делатр. Национални музеј Картагине основао је 1875. кардинал Чарлс Лавигери. Ископавања која су извршили француски археолози 1920-их прва су привукла изузетну пажњу због доказа које су изнели о жртвовању деце. Међу научницима је било великих неслагања око тога да ли је древна Картагина практиковала жртвовање деце. Палеохришћански музеј Картагине на отвореном има експонате који су ископани под покровитељством Унеска од 1975. до 1984. Место рушевина је под заштитом Унеска као локалитет светске баштине.

## Пад Картагине
Картагина је последњи пут нападнута 149. п. н. е. Повод за трећи Пунски рат је била одлука Римског сената за напад, испровоцирана нападом Картагине на Нумидију, чији је краљ био римски савезник. Римски сенатор Марко Порције Катон Старији је пре тога низ својих говора пред Римским сенатом завршавао чувеном реченицом лат. Ceterum censeo Carthaginam delendam esse, „Уосталом сматрам да Картагина треба да буде разорена“. Пуне три године Картагина је одолевала нападима, да би на крају била побеђена и поробљена 146. п. н. е. Одлуком Римског сената сви преживели Картагињани су продати као робови, Картагина је разрушена, а земља око града преорана и посута морском соли, да не би успевала вегетација. Постојала је и забрана насељавања области Картагине, која се примењивала до око двеста година после краја рата.

## Период под Вандалима
Вандали освајају Картагину 439. године заузимајући територије под римском влашћу. Они користе врло повољну стратешку позицију и врше пиратске нападе по целом Средоземљу. Најчувенији напад на Рим су извели 2. јуна 455. године по чему је у доба Француске револуције усвојен израз вандализам. Консолидовањем Источног римског царства под Јустинијаном I 15. септембра 533. године, Римљани под вођством Велизара поново заузимају Картагину.

## Савремено доба
Рушевине Картагине су откривене приликом грађевинских радова на палати Председника Хабиба Бургибе, у другој половини 20. века. Данас се користе као туристичка атракција. Археолошки локалитет древне Картагине је 1979. године уписан на списак места Светске баштине у Африци.

## Изглед града
Две велике, вештачке луке изграђене су у граду - једна за велику морнарицу која је бројала око 220 ратних бродова позната и као Котон и друга за трговачке бродове. Унутар војне луке, која је уједно била и средиште града, налазио се вештачко острво са овалном зградом са којег је било могуће надгледати пристаниште и бродове који прилазе граду.

### Котон
Војна лука називала се још и Котон Картаге, била је кружног облика, а њене се контуре могу разазнати још и данас. Ископавања су показала да су Картагињани саградили стотине докова од опеке на вештачком острву кружног облика, усред здања. Бродови су се могли довући на копно за поправак. Археолози су израчунали да су при изградњи овог мамутског пројекта Картагињани уклонили четвртину милиона кубних метара земље. Од трговачке луке је била заштићена овалним и масивним зидом и у њу није смео крочити нити један странац. Сматрано светским чудом у доба антике, ово софистицирано здање је могло примити велики број ратних бродова у надсвођене одељке попут хангара, којих је могло бити 180. Била је то најнапреднија лука свог доба. Све је надгледала капетанија која је била лоцирана у средишту, на вештачком острву. Одатле се могла надгледати цела лука и обала.

### Зидине
Град је имао масивне зидове, дугачке 37 км, дуже од других градова тог времена. Већи део зидина је био смештен на самој обали. Био је то одбрамбени систем од три дела; јарка са насипом, мањег зида и главног зида у којем је био део Карташке војске, те коњи и слонови. И зидине Картаге су биле сматране светским чудом, и биле су најсофистициранији одбрамбени систем свог времена у које су становници имали велико поверење. У правилу, већи део зидинаа никада није био пробијен. Град је такође имао велике некрополе и подземна гробља, сакрална подручја, пијаце, Веће старешина, торњеве, велику библиотеку и позориште и био је подељен у четири стамбене површине једнаке величине са истим распоредом.

### Цитадела и остатак града
Отприлике у средишту града налазила се висока цитадела звана Бирса, а њени се остаци могу видети и данас. Са својим великим бројем становника (500.000), Картагина је била један од највећих градова хеленистичког доба и уједно спада међу највеће градове пред-индустријске историје. Картагина се може упоредити са Менхетном у Њујорку, јер је велика популација живела на релативно малом подручју. Будући да су сви желели да станују унутар градских зидина, упркос растућој популацији, градске архитекте су почеле да подижу апартмане и вишеспратнице. Занимљиво је да су становници Картагине, како би уштедели новац, своје куће облагали неком врстом малтера, тако да су изгледале као да су изграђене од скупоценог мермера.